# Diaphus luetkeni
Diaphus luetkeni és una espècie de peix de la família dels mictòfids i de l'ordre dels mictofiformes.

## Morfologia
- Els mascles poden assolir 6 cm de longitud total.[4][5]

## Depredadors
És depredat a les Filipines per Lagenodelphis hosei i Stenella longirostris.

## Hàbitat
És un peix marí i d'aigües profundes que viu entre 40-750 m de fondària.

## Distribució geogràfica
Es troba a l'Atlàntic, l'Índic, el Pacífic i el Mar de la Xina Meridional.